# Ruffigné

Localització de Ruffigné

Ruffigné (en bretó Ruzinieg) és un municipi francès, situat a la regió de país del Loira, al departament de Loira Atlàntic, que històricament va formar part de la Bretanya. L'any 2006 tenia 681 habitants. Limita amb Rougé, Saint-Aubin-des-Châteaux i Sion-les-Mines a Loira Atlàntic, Teillay, Ercé-en-Lamée i Saint-Sulpice-des-Landes a Ille i Vilaine.

## Demografia
| 1962                                       | 1968 | 1975 | 1982 | 1990 | 1999 |
| ------------------------------------------ | ---- | ---- | ---- | ---- | ---- |
| 640                                        | 723  | 684  | 671  | 624  | 603  |
| Des de 1962: població sense dobles comptes |      |      |      |      |      |

## Administració
| Període   | Identitat      | Partit |
| --------- | -------------- | ------ |
| 2001-2008 | Joseph Jardin  |        |
| 2008-     | Louis Simoneau |        |